# Heta-uma
A heta-uma (ヘタウマ vagy ヘタうま) egy japán illusztrációs stílus, amely először az 1970-es években jelent meg, és az 1980-as években élte virágkorát. Ez a stílus egyedi művészi temperamentumot fejez ki gyermekded és naív formák alkalmazásával. 

## Jelentés
A heta-uma lényege az ambivalencia, amely a japán kultúra és esztétika egyik alapvető vonása. Maga a kifejezés jelentése: ügyetlen és éretlen (heta), de valójában tehetséges és bájos (uma). 
A valóságban a jó és rossz ellentétes fogalmai határozzák meg a minőséget, és a fejlődést általában úgy értelmezzük, hogy a rosszból a jó felé haladunk, vagyis egyenes út vezet a két pólus között. Azonban a művészetekben létezik egy harmadik pólus is, az érdekes, amely teljesen eltérő mércével méri az értéket. Amikor a média az érdekes dolgokra kezd figyelni, a közönség is követi ezt az irányt.
Ebben a kontextusban mondhatjuk, hogy a heta-uma kultúra azon kulturális alapokra épült, miszerint valami lehet kevésbé technikás, amennyiben érdekes; más szavakkal, egy alkotás elfogadhatónak számít, ha valamilyen módon rezonál a közönséggel, függetlenül annak technikai érdemeitől. Ez a szemlélet alapjaiban kérdőjelezi meg a hagyományos technikai kiválóságra épülő esztétikai normákat, és teret ad az eredetiség, az érzelem és a kreativitás előtérbe helyezésének.

## Megjelenés
A heta-uma szoros kapcsolatban áll a japán esztétikával, ahol az egyszerűség, a tökéletlenség és az elmúlás szépsége alapvető értékek. Első pillantásra ezek a művek olyan benyomást kelthetnek, mintha hétköznapi emberek firkái lennének. Azonban a látszólagos „éretlenség” mögött egyedi művészi kifejezésmód rejlik, amely a spontaneitást és az ösztönös alkotókedvet állítja középpontba, a professzionális festészeti technikák helyett.

## Alkalmazási területek
A heta-uma kulturális jelenségként az illusztráció, a manga és a grafikai művészetek területén jelenik meg, ezek közül az illusztráció műfajában vált széles körben ismertté. Az ilyen alkotások gyakran megtalálhatók könyvekben, magazinokban és grafikai gyűjteményekben, valamint a reklámiparban is jelentős szerepet játszanak, ahol illusztrátorok, grafikusok és karikaturisták alkalmazzák őket.

## Alkotók
A heta-uma fejlődésében kiemelkedő szerepet játszott Jamafudzsi Sódzsi (kandzsi: 山藤章二, Hepburn: Yamafuji Shoji), aki először megfogalmazta a stílus elméleti alapjait, valamint Jumura Teruhiko (kandzsi: 湯村輝彦 , Hepburn: Yumura Teruhiko) , és Kavamura Jószuke (kandzsi: 河村要助, Hepburn: Kawamura Yosuke), akik a stílust népszerűsítették és emblematikus képviselőivé váltak. Az 1980-as években a heta-uma meghatározóvá vált a japán illusztrációs színtéren, és jelentős hatást gyakorolt Japán reklám- és kereskedelmi művészetére, olyan művészek révén, mint Ebiszu Josikazu (kandzsi: 蛭子能収, Hepburn: Ebisu Yoshikazu),  és Anzai Mizumaru (kandzsi: 安西水丸, Hepburn: Anzai Mizumaru).
A heta-uma nem csupán technikai éretlenséget jelent, hanem egyedi módon ötvözi a spontaneitást, a bájt és a japán esztétika mélyebb rétegeit.
A heta-uma művészeti stílus és fogalom további finomítását és népszerűsítését jelentős részben Jumura és Kavamura munkássága határozta meg. A stílus az 1980-as évek elején jelentős növekedést mutatott az alkotások számában, azonban az évtized végére ez a trend csökkenésbe fordult. A heta-uma értelmezésében Jamafudzsi kulcsszerepet játszott, aki szerint a fogalom eredete az 1970-es évek elejére vezethető vissza, amikor egy ginzai áruház illusztrációs kiállításán beszélgetett róla egy tapasztaltabb kollégájával. Később Jumura pontosította a heta-uma definícióját, és további elméleti alapokat adott hozzá.

### Jumura és Kavamura
Jumura, aki különböző álneveken is ismert, mint például Terry Johnson vagy FLAMINGO TERRY, az 1970-es években a fiatalok körében népszerű magazinok és kiadványok révén vált ismertté. Jumura Sindzsuku központjában nőtt fel, egy olyan környezetben, amely nagyban hozzájárult művészeti stílusa kialakulásához, különösen azáltal, hogy hozzáférhetett a legújabb zenékhez és mangákhoz. Apja, aki fiatal kora óta a kabuki világában mozgott, szintén hatással volt rá, így Jumura művészetét mélyen áthatják a különböző zenei elemek. 
Az egyik első ismert heta-uma stílusú alkotás az ő nevéhez köthető, ez a Pingvin kaja (ペンギンごはん, Penguin gohan) című manga volt, amelyet Itoi Sigeszato (kandzsi: 糸井重里, Hepburn: Itoi Shigesato)  szövegíró írt, és Jumura illusztrált. Ez a mű először a Garo magazinban  jelent meg, ahol 1976-tól fogva futott sorozatként, majd 1980-ban egy különálló kötetben is kiadták.
Kavamura, Jumura egyik alkotótársa, a heta-uma technika örököseként és továbbfejlesztőjeként vált ismertté. Kavamura illusztrációi gyakran a személyiségek és zenei elemek hangsúlyozására törekedtek. Karaktereit szándékosan torzította, hogy egyedi kifejezésmódot hozzon létre, amit gyakran egyedi morfing technikának neveznek.

## Felosztás
Jamafudzsi és Jumura munkássága alapján a heta-uma stílus négy fő kategóriára osztható:[forrás?]
- uma-uma: nagy szakértelmet igénylő és vonzó alkotások
- uma-heta: nagy szakértelmet igénylő, azonban nem vonzó alkotások
- heta-uma: szakértelmet nem igénylő, azonban vonzó alkotások
- heta-heta: szakértelmet nem igénylő és nem vonzó alkotások.

Ez a megközelítés nemcsak a technikai készségekre helyezi a hangsúlyt, hanem az alkotások esztétikai és érzelmi hatására is.

### A szöveg szerepe
A heta-uma illusztrációk gyakran kiegészítő szövegekkel együtt készülnek, amelyek fontos szerepet játszanak az alkotások értelmezésében. Az illusztrációk gyakran a „magyarázat” funkcióját töltik be, és kiegészítik a szöveges tartalmat, például egy regény borítóján. A heta-uma esetében a szándékosan torzított és gyermekded stílus miatt az alkotások első pillantásra nehezen érthetők lehetnek, ezért a szöveg fontos szerepet játszik az értelmezésükben. A heta-uma stílusban a szöveg és az illusztráció összefonódik, és közösen teremtik meg az alkotások egyedi atmoszféráját.
A heta-uma képeken megjelenő szöveg két fajtája:
- kézzel írott szöveg: az illusztráció részeként jelenik meg, és szerves részét képezi az alkotói folyamatnak
- nyomtatott szöveg: a kereskedelmi tevékenységek során kerül hozzáadásra, például magazinok előzeteseiben, vagy éppen reklámplakátokon

## A heta-uma napjainkban

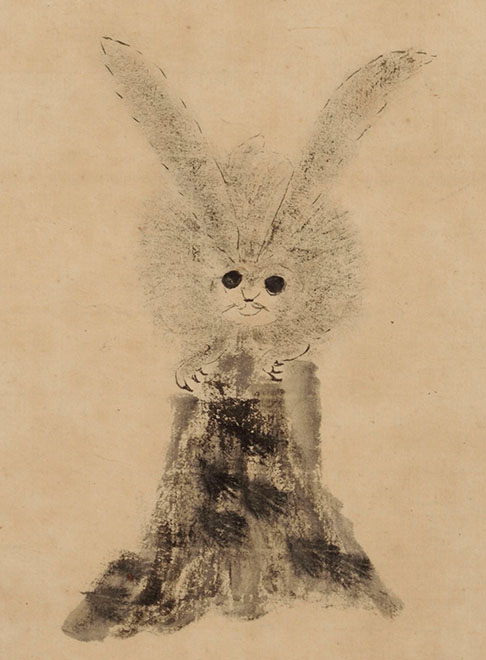
Tokugava Iemicu sógun Nyúl című képe

A 21. század elejére Japánban a heta-uma fogalma szilárdan beépült a kulturális tudatba. Ennek jeleként 2019 elején a tokiói Fúcsú Művészeti Múzeum megrendezte a "Rendhagyó japán művészet: A zen festészettől a heta-umáig" című kiállítását.  Ez az esemény a középkori japán zen festészet (szumi-e) világától a modern heta-uma mangákig terjedő művészeti alkotások bemutatását célozta meg. A kiállítás olyan szokatlan festményeket is bemutatott, amelyeket profi és amatőr történelmi személyek készítettek, és amelyek a modern értelemben vett heta-uma kategóriába sorolhatók. Különös figyelmet kapott például a harmadik Tokugava sógun, Iemicu által készített kézzel festett Nyúl is. Az alapjában véve aranyos, gyengéd vonásokkal megfestett, mégis rejtélyes kép mély benyomást keltett az emberekben. Iemicu fosztotta meg a legtöbb feudális urat hatalmától, ezért is számított ritkaságnak és hatalmas kegynek egy a sóguntól származó hasonló ajándék. Talán nem véletlen, hogy ezeket az alkotásokat gondosan megőrizték, és olyan jó állapotban maradtak fenn, hogy a mai napig megcsodálhatók. Ez a kiállítás azt is példázza, hogy a heta-uma mint művészeti irányzat mennyire rugalmas, hiszen a régi és modern alkotások között is megtalálhatóak olyan művek, amelyek túlmutatnak a technikai tökéletességen, és az érzelmi, esztétikai hatásukkal nyűgözik le a közönséget.